# Suzuki Fxr 150
Suzuki FXR 150 là mẫu xe Sportbike hạng nhỏ được sản xuất tại Malay trong những năm 1997 tới 2003.Tại thời điểm cuối những năm 90 của thế kỷ trước, Suzuki FXR là mẫu xe 4 thì có tốc độ cao và mạnh mẽ nhất trong tất cả các dòng xe  thương mại 4 thì ra mắt vào thới điểm đó.Đến nay sức kể cả các mẫu xe ra đời sau này như GPX Demon 150GR,GSX R 150,CBR 150 hay Yamaha R15 V3 vẫn có công suất cực đại kém hơn Suzuki FXR 150.

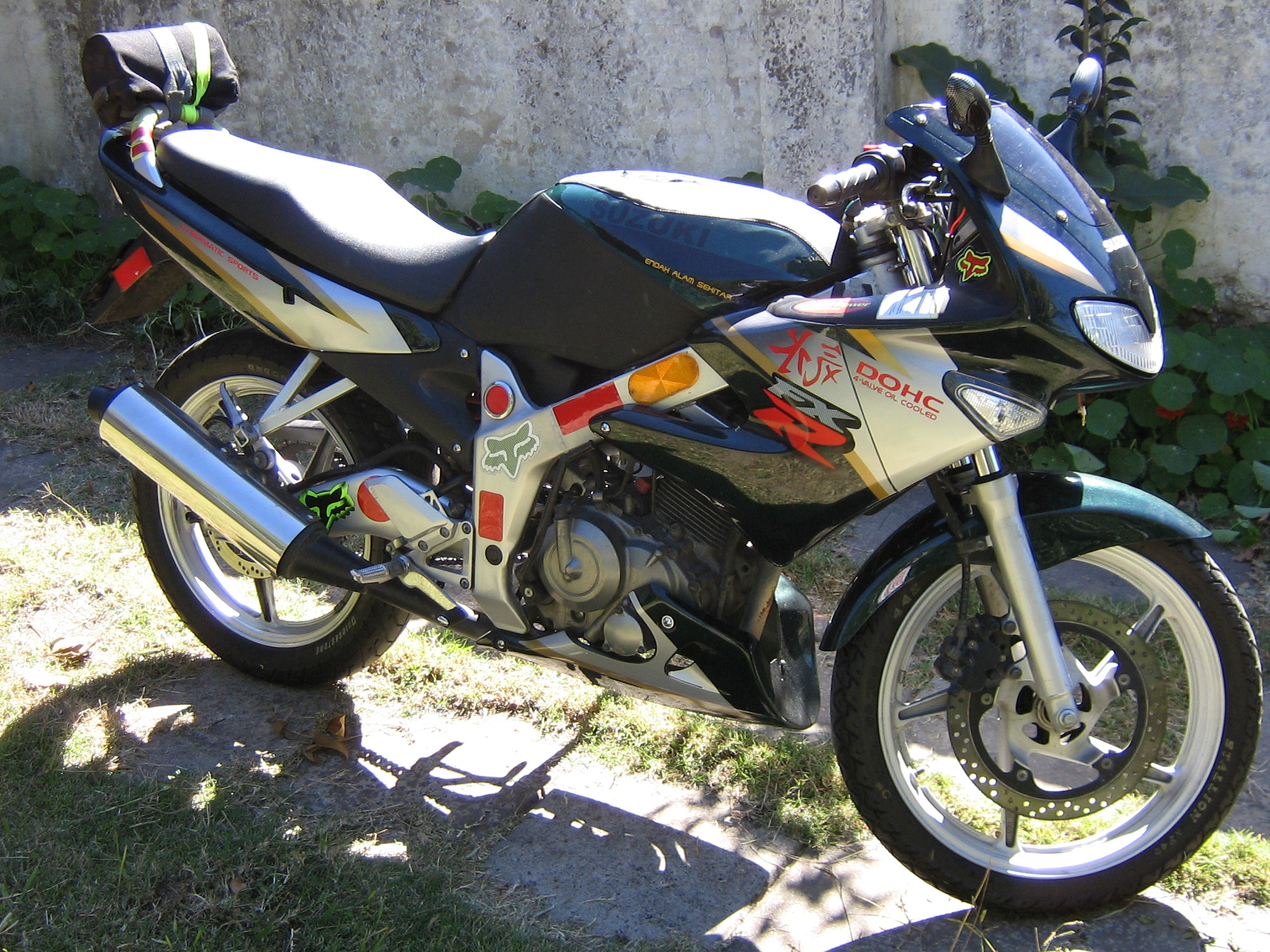
FXR màu đen

### Thông Số Kỹ thuật
Sau đây là bảng khai quát những thông số cơ bản của FXR 150
Động Cơ: 4 Thì Xi lanh đơn cam đôi DOHC
Dung tích xi lanh: 147 cc,Hành Trình x Đường Kính (48.8mm x 62mm)
Công Suất cực đại:20.11 HP (14.7 kW)) @ 13000 RPM
Vòng tua cực đại:15000 RPM
Tý số nén: 10,7: 1
Hệ thống nhiên liệu: Bộ chế hòa khí. Mikuni BS29SS
Đánh lửa: CDI, 9 độ BTDC tại vòng tua 1500 RPM
Khỏi động:Điện và Cần Đap
Hệ thống bôi trơn: Dầu ngâm trong cacte
Hệ thống làm mát: Không khí và két nhớt
Hộp số: 6 tốc độ
Hệ thống ly hợp;Côn Tay,lá côn ngâm trong dầu
Hệ thống truyền động;Sên Tải
Trọng lượng khô:118 kg
Dung tích nhớt:1 lít khi thay nhớt,1lit1 khi thay lọc nhớt và 1 lit 4 khi rã máy
Dung tích bình xăng:15 lit
Đồng hồ thông số: Màn hình điện tử tương tự mẫu GSX R150
Tốc độ tối đa:> 150 km/h

#### Các đặc điểm
FXR 150 là mẫu xe sử dụng chung thiết kế với chiếc Suzuki FX125 nhưng động cơ được sửa đồi ở một vài chi tiết giúp tăng công suất và mômen xoắn lên rất cao
Dung tích xilanh của xe được sử dụng là 147 cc (FX125 là 125 cc,piston của FXR có đường kính 62 mm ắc 16 mm tương tự mẫu raider 150 sau này)
Hộp số của xe là 6 cấp so với FX125 là 5 cấp.Điều khiến FXR 150 đạt công suất lên đến 20 mã lực là nhờ hệ thống đánh lửa và bình xăng con Mikuni BS29SS họng xăng 29mm
có thể nói FXR 150 là chiếc FX phiên bản đua với thiết kế của dòng xe sportbike với công xuất cao,thiết kế khí động hoc,động cơ bền bỉ.Tốc độ tối đa có thể đạt hơn 150 km/h
Cùng thiết kế động cơ nhưng những mẫu xe sau này như Suzuki Raider 150 lại có công suất và tốc độ kém hơn.

##### FXR ở Việt Nam
Số lượng FXR được nhập về Việt Nam không nhiều và hiện tại số lượng FXR còn vận hành được trên Việt Nam rất hiếm,hiện tại dòng xe này vẫn được các Fan Suzuki săn đón và tìm mua như một huyền thoại.Hiện tại có một số phụ tùng của FXR còn được sản xuất và có thể sử dụng cho các dòng xe như FX 125,Raider 150 như Lò Xo đầu,Lá bố nồi,